# Ductus parotideus

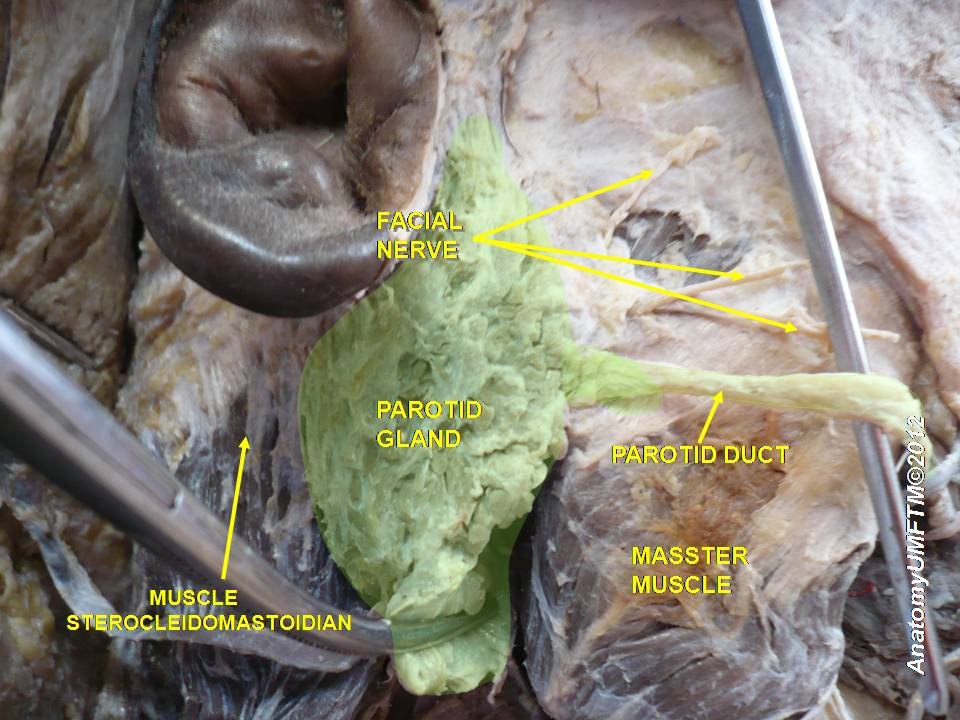
Präparation des Gesichts

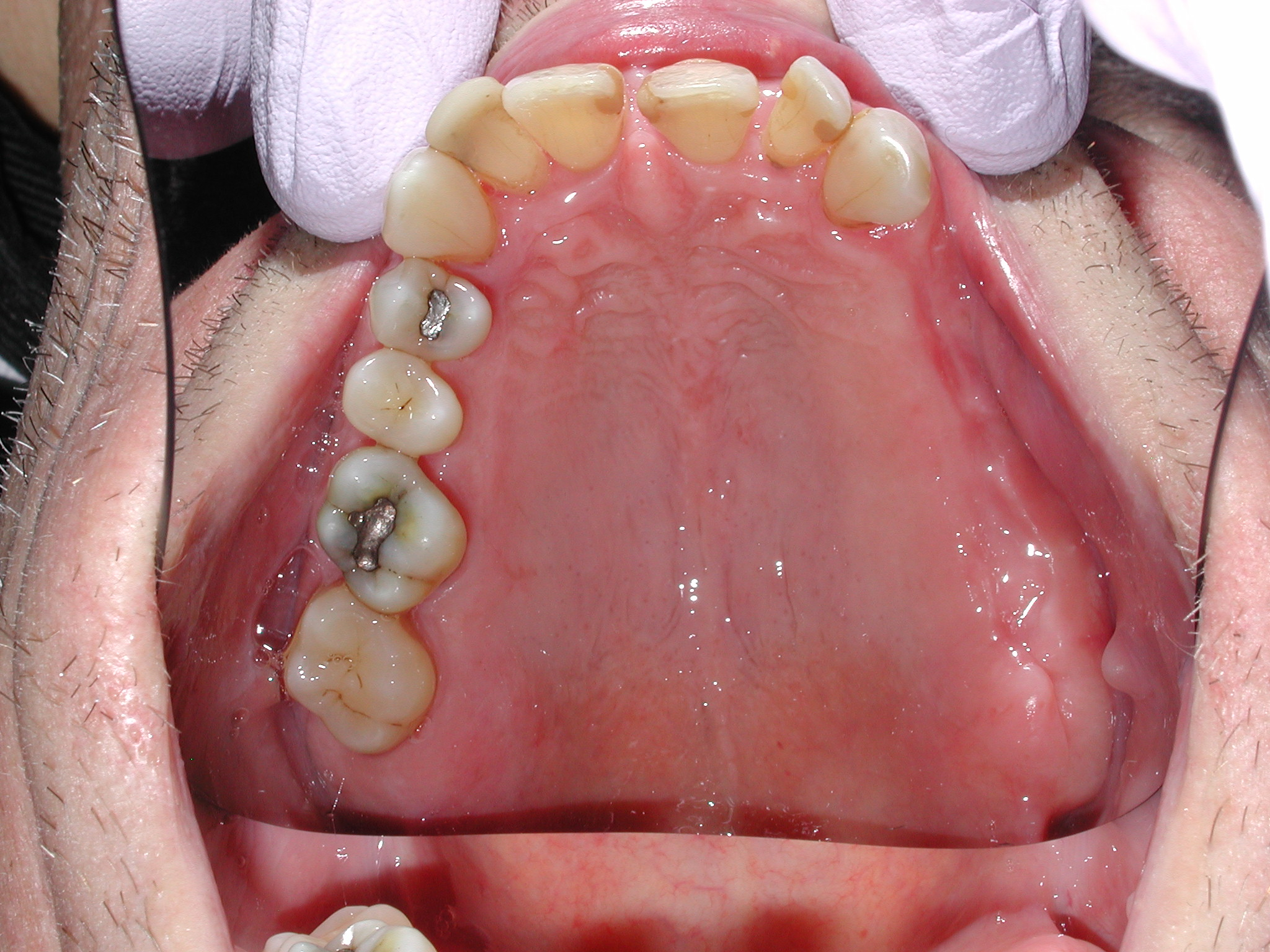
Papilla parotidea

Der Ductus parotideus ist der Ausführungsgang der Ohrspeicheldrüse. Er wurde 1660 von Nicolaus Steno (Niels Stensen) entdeckt und wird daher auch Stenon-Gang oder Stensen-Gang genannt.
Der Ductus parotideus verläuft beim Menschen über den Musculus masseter und ist an dessen Vorderrand durch die Haut tastbar. Er zieht dann durch den Musculus buccinator in die Wangenwand und mündet im Mundhöhlenvorhof im Bereich des oberen zweiten Mahlzahns. Gelegentlich wird der Gang von Drüsengewebe begleitet (Glandula parotidea accessoria). Die Mündung liegt auf einer kleinen Erhebung, der Papilla ductus parotidei. Dort hat der Gang, wie die Mundhöhle, zunächst noch ein mehrschichtiges Plattenepithel, welches dann in ein zweireihiges prismatisches Epithel übergeht.
Auch bei Raubtieren und Ziegenartigen verläuft der Gang ebenfalls über den Musculus masseter. Bei Pferden, Rindern und Schweinen verläuft er dagegen im Kehlgang und tritt erst im Bereich der Incisura vasorum facialium um die Unterkante des Unterkiefers auf die Seitenfläche des Gesichts. Die Mündung liegt wie beim Menschen auf einer kleinen Papille zwischen drittem und fünften Oberkieferbackenzahn.
Durch seine oberflächliche Lage kann es zu Verletzungen des Gangs kommen. Diese werden entweder vernäht oder der Stumpf des Gangs wird in die Wangenschleimhaut eingenäht. In der Tieraugenheilkunde wird der Ductus parotideus bei medikamentös nicht therapierbarer Keratokonjunktivitis sicca in den Lidbindesack umgeleitet und damit Ohrspeicheldrüsensekret als Tränenersatz genutzt.